# Rafael Berenguer Coloma
Rafael Berenguer Coloma (Valencia, 18 de febrero de 1890 - Paterna, 29 de abril de 1940) fue un pintor y crítico de arte valenciano.

## Biografía

### Su principio y su final
Rafael Berenguer Coloma, único hijo del matrimonio formado por Rafael Berenguer Castillo y Luisa Coloma Salavert, nace en el distrito de San Vicente, calle Palomar n.º 6, 2º piso, en el popular barrio del Carmen. A los pocos meses, el 24 de julio de 1890, fallece su padre, en Paterna, con tan solo 30 años. Casi cincuenta años después se reunieron en el mismo nicho.

### Sus estudios y algo más...
Realizó sus estudios en la Escuela de Bellas Artes de San Carlos, donde fue discípulo de José Benlliure. Cultivó preferentemente el paisaje, la pintura de género, el retrato y mostró gran predilección por los temas religiosos. Participó en la Exposición Regional Valenciana de 1909, siendo premiado en los Juegos florales de 1925, por un retrato al óleo de Martínez Aloy, hoy, en paradero desconocido. Un año más tarde, su cuadro Cuevas del Parro, es galardonado por el Círculo de Bellas Artes. Es de destacar la exposición realizada en los salones del Ateneo Mercantil Valenciano en 1932, junto a María Labrandero García y Luis Díaz Foxá.

### Sus otras actividades: la enseñanza y la crítica artística
Profesor de dibujo en diferentes centros de enseñanza, fue compañero de Manuel González Martí y del Marqués de Lozoya en el Instituto Luis Vives. Fue bibliotecario, tesorero del Círculo de Bellas Artes y miembro de la asociación de la Juventud Artística Valenciana. Colaboró como crítico de arte en el Diario de Valencia, y fue corresponsal de la revista valenciana Semana Gráfica y de la madrileña Gaceta de las Bellas Artes, en la que se ocupaba de la sección Notas de arte valenciano.

### Sus artículos sobre Arte
- «Salvador Pallas en el Círculo de Bellas Artes», en Diario de Valencia, 14 de mayo de 1914.
- “Exposición Estellés»,[1] en Diario de Valencia, 29 de marzo de 1925.
- «Notas de Arte: Exposición Esteve»,[2] en Diario de Valencia, 24 de julio de 1925.
- «El centenario de un santo. San Francisco de Asís», en Diario de Valencia, 21 de enero de 1926.
- «El Museo y Vicente March», en Diario de Valencia, 10 de julio de 1926.
- «El arte de José Benlliure» y «Exposición en el Círculo de Bellas Artes de Valencia», en Gaceta de las bellas Artes, n.º 313, 1 de junio de 1927.
- «Notas de Arte: resurgimiento», en Gaceta de las bellas Artes, n.º 317, 1 de agosto de 1927.
- «Notas de Arte: pintores humoristas», en Gaceta de las bellas Artes, n.º 318, 15 de agosto de 1927.
- «Notas de Arte: José Benlliure en la exposición internacional de Asís», en Gaceta de las bellas Artes, n.º 319, 1 de septiembre de 1927.
- «Notas de Arte valenciano: la Sala Imperium», en Gaceta de las bellas Artes, n.º 320, 15 de septiembre de 1927.
- «Notas de Arte valenciano: Rafael Estellés»,[3] en Gaceta de las bellas Artes, n.º 321, 1 de octubre de 1927.
- «Notas de Arte Valenciano: libro de González Martí», en Gaceta de las bellas Artes, n.º 322, 15 de octubre de 1927.
- «Círculo de Bellas Artes», en La voz valenciana, 20 de octubre de 1927.
- «Notas de Arte valenciano: ante el curso que empieza», en Gaceta de las bellas Artes, n.º 323, 1 de noviembre de 1927.
- «Notas de Arte Valenciano: María Labrandero»[4] en Gaceta de las bellas Artes, n.º 325, 1 de diciembre de 1927.
- «Notas de Arte valenciano: nuestras exposiciones», en Gaceta de las bellas Artes, n.º 326, 15 de diciembre de 1927.
- «Notas de Arte valenciano: retratos humorísticos», en Gaceta de las bellas Artes, n.º 328, 15 de enero de 1928.
- «Notas de Arte valenciano: una exposición y un retablo», en Gaceta de las bellas Artes, n.º 330, 15 de febrero de 1928.
- «Notas de Arte valenciano: juventud triunfante», en Gaceta de las bellas Artes, n.º 333, 1 de abril de 1928.
- «Notas de Arte valenciano:  Segrelles y su arte», en Gaceta de las bellas Artes, n.º 335, 1 de mayo de 1928.
- «Notas de Arte valenciano: en la Sala Abad», en Gaceta de las bellas Artes, n.º 336, 15 de mayo de 1928.
- «Notas de Arte valenciano: el libro de Vicente López, su vida…»”, en Gaceta de las bellas Artes, n.º 338, 15 de junio de 1928.
- «Notas de Arte valenciano: el Museo Provincial de Bellas Artes I», en Gaceta de las bellas Artes, n.º 339, 1 de julio de 1928.
- «La medalla del trabajo y José Benlliure», en Diario de Valencia, 13 de julio de 1928.
- «Notas de Arte valenciano: el Museo Provincial de Bellas Artes II», en Gaceta de las bellas Artes, n.º 342, 15 de agosto de 1928.
- «Notas de Arte valenciano: el Museo Provincial de Bellas Artes III», en Gaceta de las bellas Artes, n.º 343, 1 de septiembre de 1928.
- «Notas de Arte valenciano: el Museo Provincial de Bellas Artes IV», en Gaceta de las bellas Artes, n.º 345, 1 de octubre de 1928.
- «Notas de Arte valenciano: el Museo Provincial de Bellas Artes V», en Gaceta de las bellas Artes, n.º 347-348, 1 y 15 de noviembre de 1928.
- «Notas de Arte valenciano: Mulet»,[5] en Gaceta de las bellas Artes, n.º 351-352, 1 y 15 de enero de 1929.
- «Notas de Arte valenciano: el Museo Provincial de Bellas Artes VI», en Gaceta de las bellas Artes, n.º 354, 15 de febrero de 1929.
- «Notas de Arte valenciano: Virgilio Bernabeu»,[6] en Gaceta de las bellas Artes, n.º 357, 1 de abril de 1929.
- «Notas de Arte valenciano: el Museo Provincial de Bellas Artes VII», en Gaceta de las bellas Artes, n.º 360, 15 de mayo de 1929.
- «Notas de Arte valenciano: el Museo Provincial de Bellas Artes VIII», en Gaceta de las bellas Artes, n.º 364, 15 de julio de 1929.
- «Recuerdos del pasado: Un antiguo cuadro de José Benlliure», en Las Provincias, 3 de agosto de 1929.
- «Notas de Arte valenciano: pintores setabenses», en Gaceta de las bellas Artes, n.º 368, 15 de septiembre de 1929.
- «Notas de Arte valenciano: el Museo Provincial de Bellas Artes IX», en Gaceta de las bellas Artes, n.º 373, 1 de diciembre de 1929.
- «Notas de Arte valenciano: José Benavent»,[7] en Gaceta de las bellas Artes, n.º 381, 1 de abril de 1930.
- «Notas de Arte valenciano: la madona de Sasoferrato», en Gaceta de las bellas Artes, n.º 392, 15 de septiembre de 1930.
- «Notas de Arte valenciano: Antonio Fillol», en Gaceta de las bellas Artes, n.º 398, 15 de diciembre de 1930.
- «Notas de Arte valenciano: últimas exposiciones», en Gaceta de las bellas Artes, n.º 408, febrero de 1932.
- «Notas de Arte valenciano: Constantino Gomez»,[8] en Gaceta de las bellas Artes, n.º 417, noviembre de 1932.
- «Notas de Arte valenciano: la lonja de la Seda», en Gaceta de las bellas Artes, n.º 422, abril de 1933.
- «Notas de Arte valenciano: pretiles y puentes de Valencia», en Gaceta de las bellas Artes, n.º 435, julio de 1934.
- «Notas de Arte valenciano: Homenaje a José Benlliure», en Gaceta de las bellas Artes, n.º 450, octubre de 1935.

### Su obra destruida
«Para la iglesia de San Lorenzo de Valencia, pintó ocho grandes lienzos de 2´5 x 1´7 metros. Fueron colocados por parejas en la pared de los arcos de acceso a la capilla de Comunión o de San Antonio. Los cuadros representaban la Aparición de la Virgen del Rosario a Santo Domingo de Guzmán, la Salida del Rosario de la Aurora de la iglesia de San Lorenzo, el Descanso en la huida a Egipto, la Presentación de Jesús al templo, la Despedida de San Francisco a sus discípulos, El milagro de la mula de San Antonio y la Predicación de San Antonio». Todas estas obras fueron destruidas durante la contienda de 1936-1939. Lo mismo sucedió con la mayor parte de las obras que se encontraban en su casa-estudio de Paterna. Finalizada la guerra civil, pintó nuevamente dos obras para la asolada iglesia de San Lorenzo: un fragmento de la Santa Cena, y un altar completo, que actualmente no se conserva.

### Su descendencia
De su matrimonio con Genoveva Palau López del Olmo (1894-1982), nieta del impresor madrileño Cándido López y Malta, tuvo tres hijos: Rafael, Lorenzo y el benjamín, Juan de Ribera Berenguer, siguió sus pasos en el camino del Arte.